# Synowie Boży – synami wolności
Synowie Boży – synami wolności – ogólnoświatowa seria kongresów (dużych spotkań religijnych) o charakterze międzynarodowym, zorganizowanych przez Świadków Jehowy, które rozpoczęły się w czerwcu 1966 roku, a zakończyły w styczniu 1967 roku. Myślą przewodnią pięciodniowego kongresu był werset biblijny z Listu do Rzymian 8:20, 21 (NW): „Gdyż stworzenie zostało poddane daremności nie z własnej woli, lecz przez tego, który je poddał, na podstawie nadziei, że również samo stworzenie zostanie uwolnione z niewoli skażenia i dostąpi chwalebnej wolności dzieci Bożych”, który był odbiciem tak radości, jak i ostrzeżenia. Program kongresu uwypuklał dobrą nowinę o lepszej przyszłości, którą według Świadków Jehowy, przyniesie życie w raju na ziemi pod panowaniem Królestwa Bożego.

## Kongresy międzynarodowe na świecie
Oprócz kongresów okręgowych odbyły się kongresy międzynarodowe.
W Ameryce Łacińskiej zorganizowano 22 pięciodniowe kongresy międzynarodowe, w których uczestniczyło 177 193 osób, a 6131 zostało ochrzczonych. Kongresy te przyczyniły się do rozwoju działalności Świadków Jehowy w tej części świata. W krajach regionu od miesiąca, w którym zorganizowano zgromadzenia gwałtownie wzrosła liczba głosicieli.
W La Paz w Boliwii program został przedstawiony w języku hiszpańskim, a niektóre sesje również w języku angielskim. Wśród 1150 obecnych, było 647 delegatów z zagranicy.
W dniach od 6 do 10 stycznia 1967 roku kongres zorganizowano na Stadionie Narodowym w Santiago w Chile. Stacje radiowe wyemitowały 15-minutowy program „O czym myślą ludzie”, w którym przedstawiono wierzenia Świadków Jehowy.
W Dominikanie kongres odbył się w Santo Domingo i to pomimo trwającej rewolucji.
Kongres w Guayaquil w Ekwadorze odbył się w dniach od 31 grudnia 1966 roku do 4 stycznia 1967 roku w hali Coliseo Cerrado. Wśród obecnych 2723 obecnych było przeszło 400 delegatów zagranicznych z przeszło 20 krajów. Frederick William Franz udzielił wywiadu dla państwowej telewizji, co przyczyniło się do poinformowania opinii publicznej o prowadzonej przez Świadków Jehowy działalności religijnej.
W Tegucigalpie w Hondurasie kongres odbył się w grudniu 1966 roku, a wśród 1422 obecnych, było 225 delegatów z zagranicy, m.in. z Australii, Niemiec i Kanady.
W kongresie na Stadionie Narodowym w Kingston na Jamajce uczestniczyli delegaci z 18 krajów (w tym ze Stanów Zjednoczonych i Wielkiej Brytanii).
Ponad rok trwały rozmowy z urzędami w sprawie wynajęcia hali sportowej Coliseo Cubierto w Barranquilla w Kolumbii. W kongresie, który odbył się w tej hali w dniach od 28 grudnia 1966 roku do 1 stycznia 1967 roku uczestniczyli Świadków Jehowy z Kolumbii oraz przeszło 200 delegatów z ponad 20 krajów. Program przeprowadzono w języku hiszpańskim oraz angielskim.
W stolicy Meksyku w kongresie uczestniczyło 36 556 osób, a 1982 zostały ochrzczone. Obecne były setki delegatów z kilkunastu krajów, był to  największy kongres, jaki został zorganizowany przez Świadków Jehowy w Meksyku. Program przeprowadzono w języku hiszpańskim oraz częściowo w angielskim.
Kongres w Peru odbył się w Plaza de Acho w Limie, uczestniczyło w nim 6925 osób, w tym delegacje z Ameryki Północnej, Europy Zachodniej i Australii.
W San Juan w Portoryko obecni byli delegaci z 19 krajów.
W kongresie w Palacio Peñarol w urugwajskim Montevideo uczestniczyła 400-osobowa delegacja Świadków Jehowy ze Stanów Zjednoczonych i z Europy Zachodniej.
W Caracas w Wenezueli uczestniczyła grupa 515 delegatów zagranicznych.
We wszystkich kongresach międzynarodowych uczestniczyli również członkowie Ciała Kierowniczego Świadków Jehowy: Nathan H. Knorr, William Lloyd Barry, John C. Booth, Frederick William Franz, Milton George Henschel, William K. Jackson, Karl F. Klein, Albert D. Schroeder oraz Lyman Alexander Swingle, którzy wygłosili przemówienia. We wszystkich krajach – oprócz Meksyku – były to pierwsze kongresy międzynarodowe.

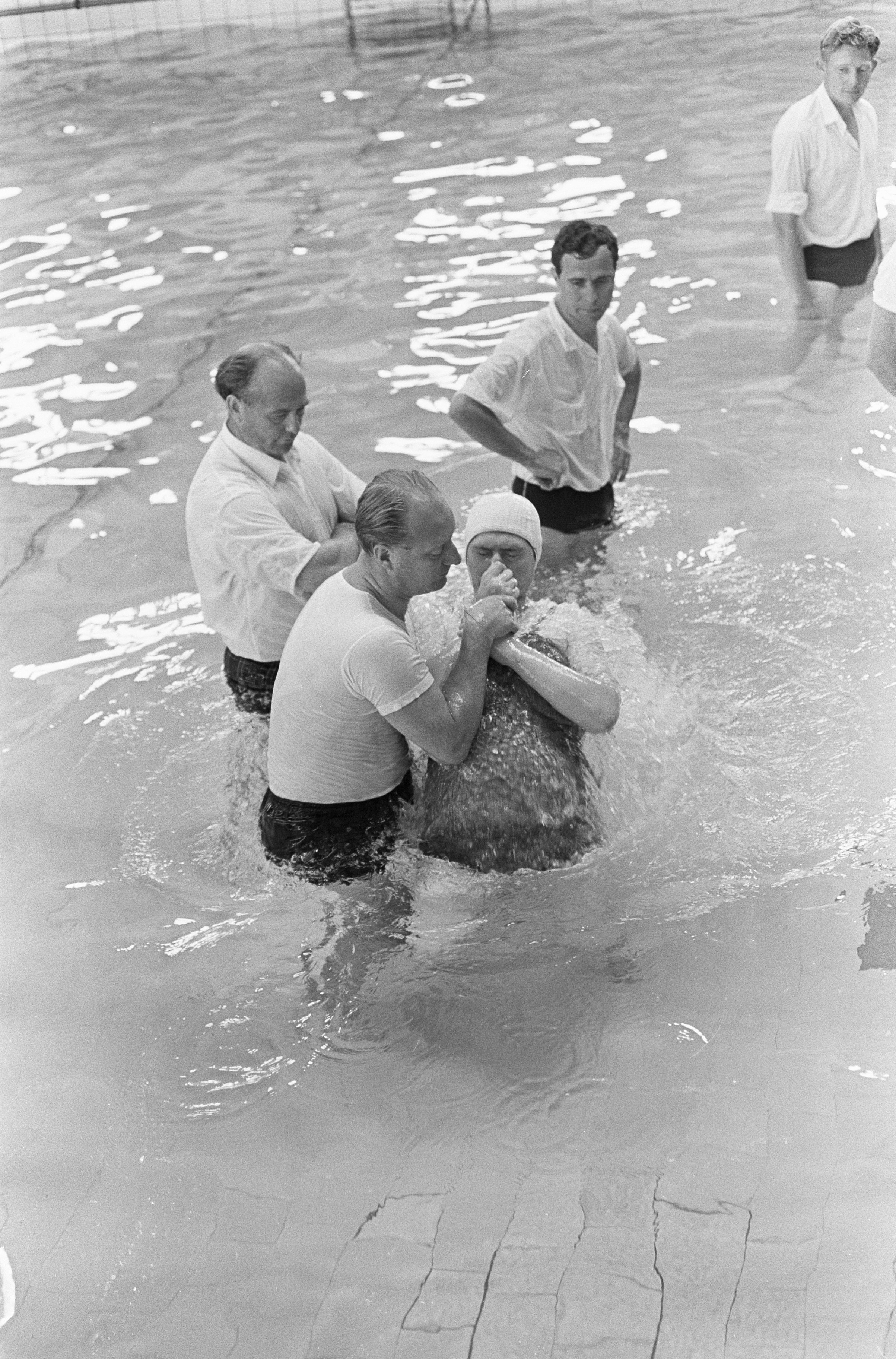
Chrzest na kongresie w Holandii

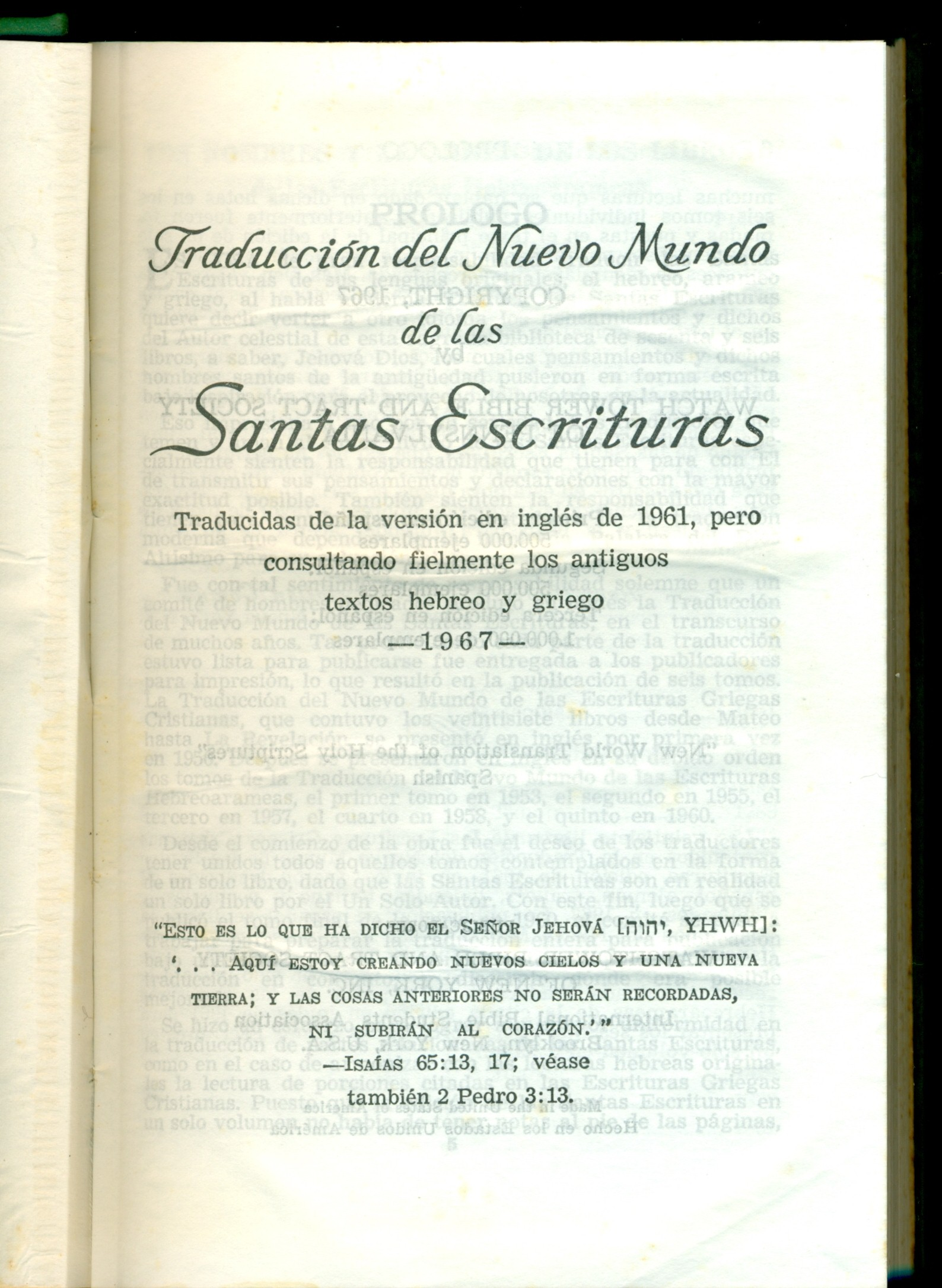
Pismo Święte w Przekładzie Nowego Świata (jednotomowe wydanie hiszpańskojęzyczne z 1967 roku)

| Kraj       | Miejsce kongresu międzynarodowego | Liczba obecnych | Liczba ochrzczonych | Liczba głosicieli (I. 1967) |
| ---------- | --------------------------------- | --------------- | ------------------- | --------------------------- |
| Argentyna  | Buenos Aires, Córdoba             | 15 238          | 692                 | 12 331                      |
| Belize     | Belize City                       | 755             | 10                  | 370                         |
| Boliwia    | La Paz                            | 1150            | 66                  | 562                         |
| Brazylia   | São Paulo                         | 46 151          | 1723                | 38 109                      |
| Chile      | Santiago                          | 7693            | 441                 | 3888                        |
| Dominikana | Santo Domingo                     | 5154            | 172                 | 2312                        |
| Ekwador    | Guayaquil                         | 2723            | 172                 | 1616                        |
| Gwatemala  | Gwatemala                         | 2950            | 102                 | 1446                        |
| Honduras   | Tegucigalpa                       | 1422            | 60                  | 837                         |
| Jamajka    | Kingston                          | 9458            | 189                 | 5162                        |
| Kolumbia   | Barranquilla                      | 5777            | 179                 | 4203                        |
| Kostaryka  | San José                          | 2974            | 73                  | 2677                        |
| Meksyk     | Meksyk                            | 36 556          | 1082                | 33 257                      |
| Nikaragua  | Managua                           | 1654            | 71                  | 824                         |
| Panama     | Panama                            | 2110            | 60                  | 1413                        |
| Paragwaj   | Asunción                          | 485             | 37                  | 535                         |
| Peru       | Lima                              | 6925            | 265                 | 2484                        |
| Portoryko  | San Juan                          | 8607            | 225                 | 3488                        |
| Salwador   | San Salvador                      | 4989            | 105                 | 1026                        |
| Urugwaj    | Montevideo                        | 3958            | 212                 | 2264                        |
| Wenezuela  | Caracas                           | 10 463          | 195                 | 4171                        |
| Ogółem:    | 22                                | 177 193         | 6131                | 122 945                     |

## Ważne punkty programu
- Dramaty (przedstawienia kostiumowe)[18]:
  - Niechaj Biblia będzie naszym przewodnikiem w życiu
  - Wytrwałość Jeremiasza potrzebna w naszych czasach
- Słuchowisko:
  - Posłuchaj słów Daniela o naszych czasach
- Wykład publiczny:
  - Co Królestwo Boże czyni od roku 1914?

Wprowadzenie do programu kongresowego kostiumowych przedstawień biblijnych.

## Kampania informacyjna
W miastach kongresowych zorganizowano kampanię informacyjną, polegającą na rozpowszechnianiu specjalnych zaproszeń na zgromadzenia. Przedpołudnia od drugiego do czwartego dnia programu międzynarodowych kongresów przeznaczone były na działalność kaznodziejską.

## Pozostałe kongresy

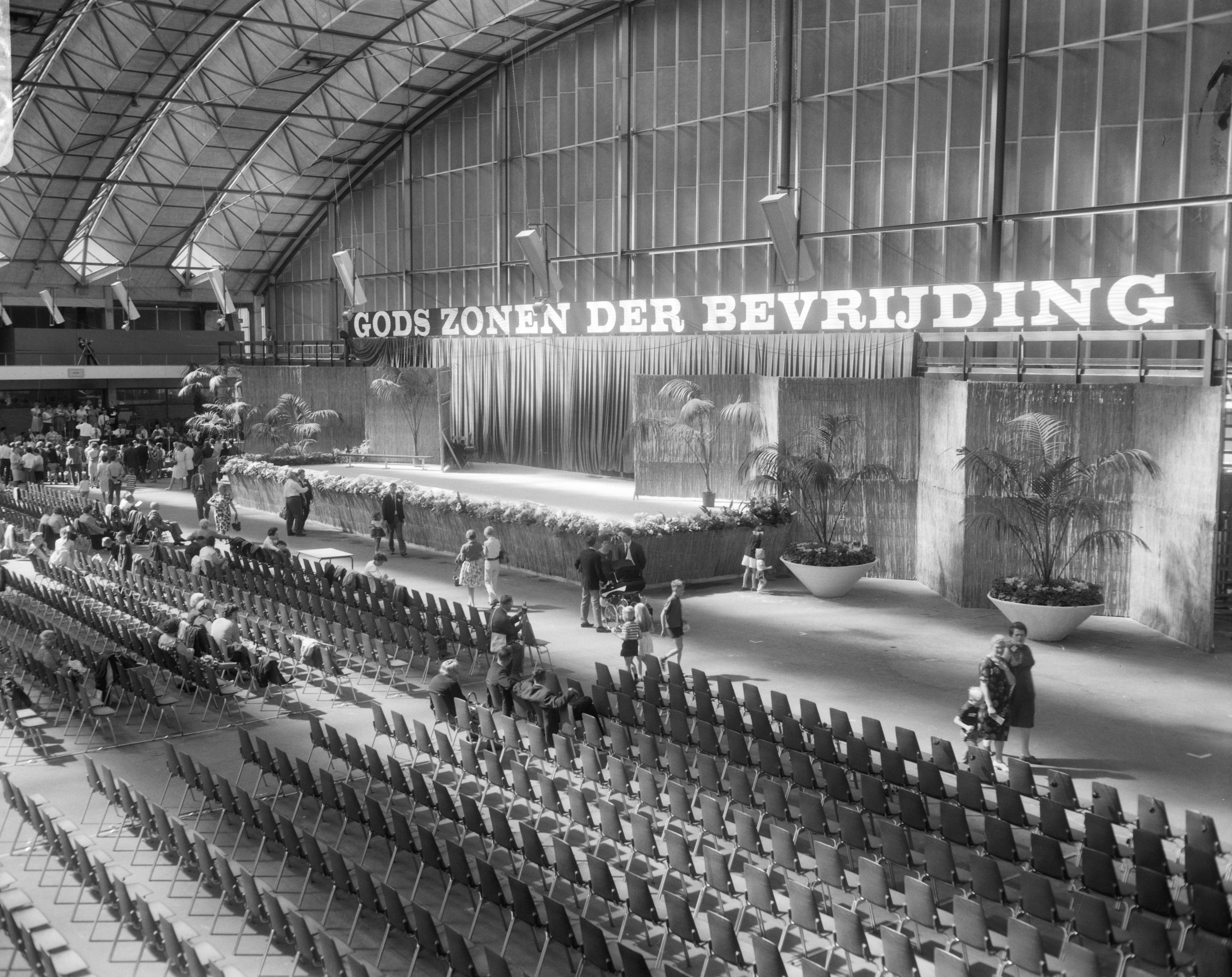
Kongres...

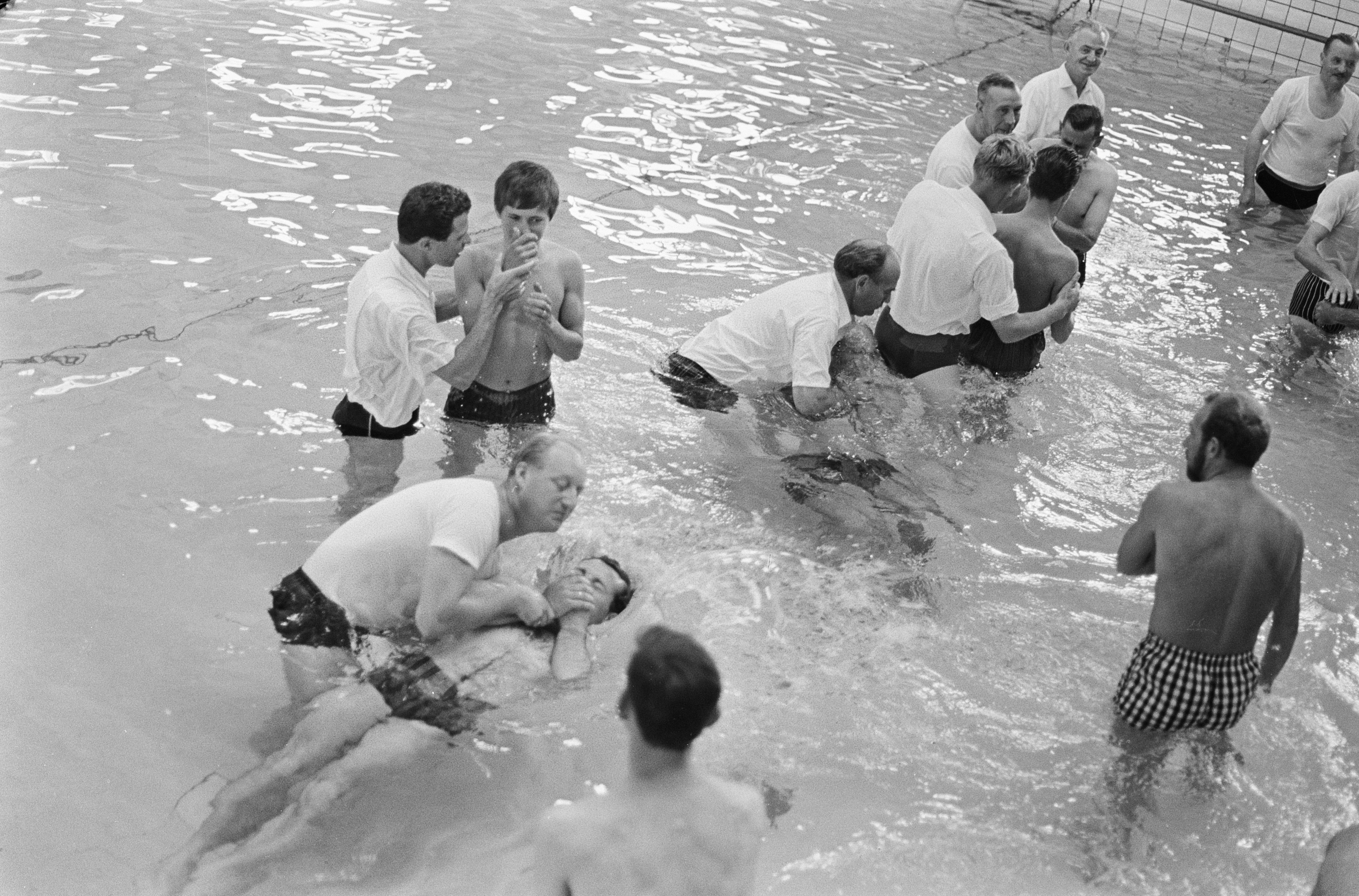
...chrzest...

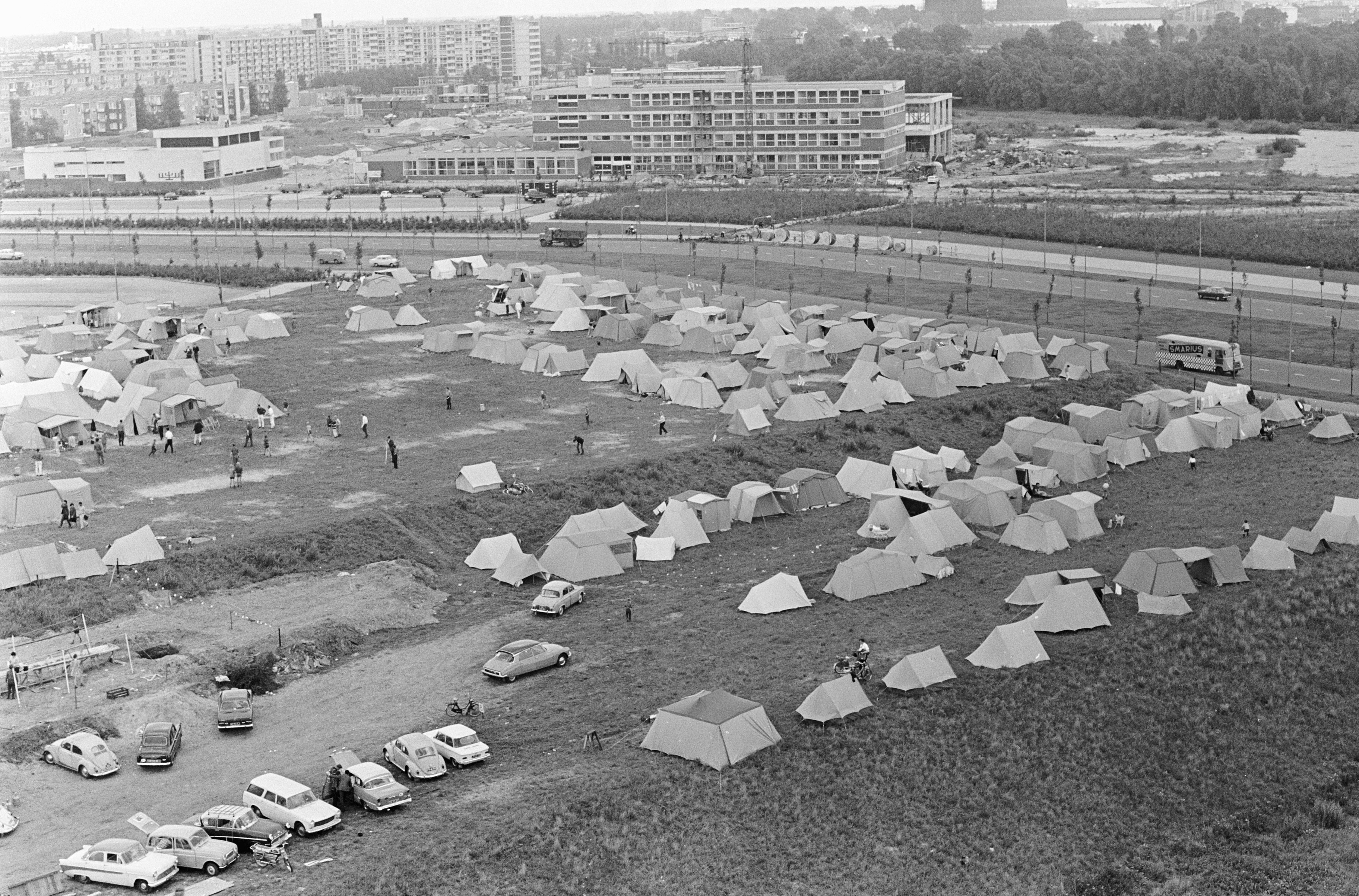
...i miasteczko namiotowe w Amsterdamie

Oprócz serii kongresów międzynarodowych na całym świecie zorganizowano zgromadzenia okręgowe.
Kongresy odbyły się w różnych krajach Afryki (m.in. największe z nich odbyły się w Nigerii oraz Zambii, Azji, Oceanii, m.in. w Australii) i w Ameryce Północnej (m.in. w Stanach Zjednoczonych, Kanadzie, Bermudach, Gwadelupie, Martynice) oraz w Europie.
Na Bermudach kongres zorganizowano w dniach od 28 do 31 lipca w Sali Królestwa w Hamilton.
W Demokratycznej Republice Konga (Zairze) odbyły się pierwsze oficjalne zgromadzenia po legalizacji działalności w tym kraju.
W Stanach Zjednoczonych pierwsze zgromadzenia z serii kongresów miały miejsce w dniach od 13 do 17 lipca w Hanokaa oraz w dniach od 27 do 31 lipca w Honolulu na Hawajach. W dniach od 3 do 7 sierpnia kongresy odbyły się w Dallas (w języku angielskim i hiszpańskim), w Newark (w języku hiszpańskim) oraz w San Francisco (w języku angielskim i hiszpańskim). W Anchorage na Alasce kongres zorganizowano w dniach od 10 do 14 sierpnia, a w Baltimore w dniach od 17 do 21 sierpnia. W dniach od 24 do 28 sierpnia kongresy odbyły się w Miami Beach (w języku angielskim i hiszpańskim) oraz w Mobile w Alabamie.
W Kanadzie kongresy odbyły się w dniach od 22 do 26 czerwca w Toronto, od 29 czerwca do 3 lipca w Corner Brook, od 6 do 10 lipca w Halifaksie, od 13 do 17 lipca w Montrealu (w języku angielskim i francuskim), od 27 do 31 lipca w Winnipegu oraz w dniach od 3 do 7 sierpnia w Vancouver.
Przeszło 40 tysięcy osób uczestniczyło w kongresie, który odbył się w dniach od 3 do 7 sierpnia w Essen, w dniach od 10 do 14 sierpnia kongres odbył się w Norymberdze w Niemczech.
W Samoa Amerykańskim kongres zorganizowano w Pago Pago. Uczestniczyło w nim 372 delegatów z Australii, Fidżi, Niue, Nowej Kaledonii, Nowej Zelandii, Samoa, Tahiti, Tonga i Vanuatu. Stosunek liczby uczestników kongresu do liczby mieszkańców miasta wynosił 1 do 35.
W szwajcarskim Zurychu kongres zorganizowano w dniach od 21 do 24 lipca.
W dniach od 27 do 31 lipca kongres odbył się w Luksemburgu.
W Austrii zgromadzenie odbyło się w dniach od 17 do 21 sierpnia w Linzu, a od 7 do 11 września w Innsbrucku.
W Wielkiej Brytanii kongres odbył się w czterech miastach. W dniach od 8 do 12 czerwca na Football Ground w Blackpool, w dniach od 6 do 10 lipca w Ninian Park w Cardiff, w dniach od 27 do 31 lipca w The Ice Rink w Glasgow oraz w dniach od 24 do 28 sierpnia na stadionie Twickenham w Londynie.